# Viktor Kopylov
Viktor Vladimirovitch Kopylov, né en 1951 et mort le 9 novembre 2010 à Toula (Russie), est un coureur cycliste soviétique. Frère aîné de Sergueï Kopylov, il a été un des meilleurs coureurs sur piste de l'Union soviétique dans la décennie 1970-1980. S'il n'a pas de titre mondial dans sa spécialité, la course de tandem, il a été vice-champion du monde de tandem en 1973 et 1974 associé à Vladimir Semenets.
Viktor Kopylov a été fréquemment confondu avec son frère. Lors de son décès en 2010, l'annonce qui en avait été faite par la Fédération cycliste de Russie  est passée inaperçue dans les médias du sport. Son palmarès dans les compétitions sur piste ne laissait souvent apparaître qu'un duo « Semenets-Kopylov », voire uniquement le nom de l'équipe du pays qui l'avait sélectionné, l'URSS. De fait, il n'a participé que 2 fois à ce championnat du monde de tandem et la compétition olympique a été retirée des programmes après les Jeux olympiques de Munich.
À la fin de sa carrière de coureur, nommé maître des sports de l'Union soviétique, il s'était consacré à la formation des jeunes sportifs de la ville de Russie, dont il était originaire.

## Palmarès
- 1972
  - 3e du championnat d'URSS de vitesse[4]
  - 3e du championnat d'URSS de tandem[5]
- 1973
  -  Champion d'URSS de tandem (avec Vladimir Semenets)
  -  Médaillé d'argent du tandem (avec Vladimir Semenets)
- 1974
  -  Champion d'URSS de tandem (avec Vladimir Semenets)
  -  Médaillé d'argent du tandem (avec Vladimir Semenets)[6]
  - 3e du championnat d'URSS de vitesse[7]